# Vlag van Adygea
De huidige vlag van Adygea is in gebruik sinds 23 maart 1992, maar is gebaseerd op een ontwerp uit circa 1834. Het ontwerp is gewijzigd op 7 juni 2007. De vlag bestaat uit een groen veld met daarop twaalf sterren en drie pijlen. De twaalf gouden sterren symboliseren de negen aristocratische stammen en de drie democratische stammen van het gebied; de drie pijlen staan voor vrede en eenheid. Groen is de kleur van de islam en staat ook voor de eeuwigheid van het leven, hoop, overvloed, vrijheid en de natuurlijke kenmerken van de republiek. Een soortgelijke vlag werd voor het eerst gebruikt in de jaren 1830 door de voorstanders van onafhankelijkheid van Circassië van Rusland. Een soortgelijk ontwerp werd ook gebruikt tijdens de Tweede Wereldoorlog door de pro-Duitse Noord-Kaukasische Liga.
De vlag is zoals vermeld gebaseerd uit een ontwerp uit de negentiende eeuw, dat gemaakt was door de Schot David Urquhart. Hij werd door de Britse regering naar de Adygheërs gestuurd om hen te ondersteunen in de strijd tegen de Russen. Hij ontwierp een groene vlag met drie gele pijlen onder zeven sterren.